# Lampona lamington
Lampona lamington là một loài nhện trong họ Lamponidae. Loài này được phát hiện ở Queensland.